# North American Nursing Diagnosis Association International
NANDA-I (NANDA International, fino al 2002 nota come North American Nursing Diagnosis Association) è un'associazione professionale dedita alla definizione e standardizzazione delle  diagnosi infermieristiche.
È stata fondata nel 1982 e da allora si occupa di ricercare, sviluppare, perfezionare la tassonomia delle  diagnosi infermieristiche.
Inizialmente denominata NANDA, nel 2002 il board ha modificato il nome in NANDA International riconoscendo così l'incremento e il peso sempre maggiore acquisito dai membri provenienti da ogni parte del mondo. Si decise di mantenere l'acronimo NANDA anche in funzione del riconoscimento internazionale oramai acquisito, ma non è più un'associazione nordamericana tant'è che vi sono membri provenienti da oltre 32 Paesi. 
Nel 1990 è stato pubblicato il primo numero del trimestrale Nursing Diagnosis che, dal 2002, è stato rinominato in Nursing Diagnosis. International Journal of Nursing Language and Classification.
Altre associazioni internazionali correlate sono: ACENDIO (Europa), AENTDE (per i Paesi di lingua spagnola), AFEDI (Paesi francofoni), JSND (per il Giappone).
Il network così creatosi, favorisce la collaborazione fra i diversi membri sia in ragione del Paese di appartenenza che della lingua parlata (spagnolo, tedesco, inglese, olandese).

## Storia
Nel 1973, Kristine Gebbie e Mary Ann Lavin organizzarono la prima conferenza nazionale sulla classificazione delle diagnosi infermieristiche a Saint Louis (Missouri).
Questa  consensus conference diede luce al primo nucleo di diagnosi infermieristiche organizzate in ordine alfabetico.
Si definirono inoltre le basi per i primi tre  gruppi di lavoro:
1. una stanza di compensazione nazionale per le diagnosi infermieristiche, con sede presso la Saint Louis University e guidata da Ann Becker;
2. una newsletter dedicata alle diagnosi infermieristiche, a cura di Anne Perry;
3. una conferenza nazionale per standardizzare la terminologia infermieristica, guidata da Marjory Gordon.

Nel 1982 venne ufficialmente costituita la North American Nursing Diagnosis Association (NANDA) con membri provenienti dagli Stati Uniti e dal Canada, formalmente riconosciuta dall'ANA nel 1986.
NANDA ha sviluppato una classificazione per organizzare adeguatamente le diagnosi infermieristiche in categorie appropriate. 
Nonostante la tassonomia venisse periodicamente aggiornata per consentire l'aggiunta di nuove diagnosi, nel 1994 divenne necessario avviare un processo di revisione più sistematico e completo, e nel 2002 venne rilasciata la Taxonomy II, una versione rivista alla luce dei modelli sanitari funzionali di Gordon.

## Taxonomy II
Nell'attuale struttura delle diagnosi infermieristiche NANDA-I, che fa riferimento alla Taxonomy II, si riconoscono tre livelli composti da: 13 domini, 47 classi e 216 diagnosi.
DIAGNOSI NANDA
| Dominio 1 Promozione della salute |                                                            |  |
| 00262                             | Disponibilità a migliorare l'alfabetizzazione sulla salute |  |
| 00097                             | Coinvolgimento in attività diversive ridotto               |  |
| 00168                             | Stile di vita sedentario                                   |  |
| 00188                             | Comportamento di salute rischioso                          |  |
| 00162                             | Disponibilità a migliorare la gestione della salute        |  |
| 00078                             | Gestione della salute inefficace                           |  |
| 00080                             | Gestione della salute inefficace della famiglia            |  |
| 00099                             | Mantenimento della salute inefficace                       |  |
| 00043                             | Protezione inefficace                                      |  |
| 00215                             | Salute insufficiente della comunità                        |  |
| 00257                             | Sindrome dell'anziano fragile                              |  |

| Dominio 2 Nutrizione |                                                            |  |
| 00104                | Allattamento al seno inefficace                            |  |
| 00105                | Allattamento al seno interrotto                            |  |
| 00216                | Produzione latte materno insufficiente                     |  |
| 00106                | Disponibilità a migliorare l'allattamento al seno          |  |
| 00107                | Modello di alimentazione inefficace del lattante           |  |
| 00271                | Comportamenti alimentari inefficaci del lattante           |  |
| 00270                | Comportamenti alimentari inefficaci del bambino            |  |
| 00269                | Comportamenti alimentari inefficaci dell'adolescente       |  |
| 00194                | Iperbilirubinemia neonatale                                |  |
| 00230                | Rischio di iperbilirubinemia neonatale                     |  |
| 00103                | Deglutizione compromessa                                   |  |
| 00163                | Disponibilità a migliorare la nutrizione                   |  |
| 00002                | Nutrizione squilibrata: Inferiore al fabbisogno metabolico |  |
| 00232                | Obesità                                                    |  |
| 00233                | Sovrappeso                                                 |  |
| 00234                | Rischio di sovrappeso                                      |  |
| 00178                | Rischio di funzionalità epatica compromessa                |  |
| 00179                | Rischio di glicemia instabile                              |  |
| 00263                | Rischio di sindrome da squilibrio metabolico               |  |
| 00195                | Rischio di squilibrio elettrolitico                        |  |
| 00026                | Volume di liquidi Eccessivo                                |  |
| 00025                | Volume di liquidi Squilibrato                              |  |

| Dominio 3 Eliminazione e scambi |                                                     |  |
| 00013                           | Diarrea                                             |  |
| 00014                           | Incontinenza Fecale                                 |  |
| 00196                           | Mobilità gastrointestinale disfunzionale            |  |
| 00197                           | Rischio di mobilità gastrointestinale disfunzionale |  |
| 00011                           | Stipsi                                              |  |
| 00015                           | Rischio di stipsi                                   |  |
| 00012                           | Stipsi percepita                                    |  |
| 00235                           | Stipsi funzionale cronica                           |  |
| 00236                           | Rischio di stipsi funzionale cronica                |  |
| 00030                           | Scambi gassosi compromessi                          |  |

| Dominio 4 Attività/Riposo |                                                         |  |
| 00033                     | Ventilazione spontanea compromessa                      |  |
| 00095                     | Insonnia                                                |  |
| 00198                     | Modello di sonno disturbato                             |  |
| 00165                     | Disponibilità a migliorare il sonno                     |  |
| 00096                     | Privazione di sonno                                     |  |
| 00090                     | Capacità di trasferimento compromessa                   |  |
| 00088                     | Deambulazione compromessa                               |  |
| 00085                     | Mobilità compromessa                                    |  |
| 00089                     | Mobilità compromessa con la sedia a rotelle             |  |
| 00091                     | Mobilità compromessa nel letto                          |  |
| 00238                     | Posizione eretta compromessa                            |  |
| 00237                     | Posizione seduta compromessa                            |  |
| 00040                     | Rischio di sindrome da immobilizzazione                 |  |
| 00273                     | Campo di energia squilibrato                            |  |
| 00093                     | Fatigue                                                 |  |
| 00154                     | Wandering                                               |  |
| 00029                     | Gittata cardiaca ridotta                                |  |
| 00240                     | Rischio di gittata cardiaca ridotta                     |  |
| 00032                     | Modello di respirazione inefficace                      |  |
| 00200                     | Rischio di perfusione tissutale Cardiaca inefficace     |  |
| 00201                     | Rischio di perfusione tissutale Cerebrale inefficace    |  |
| 00204                     | Perfusione tissutale Periferica inefficace              |  |
| 00228                     | Rischio di perfusione tissutale Periferica inefficace   |  |
| 00267                     | Rischio di pressione arteriosa instabile                |  |
| 00034                     | Risposta allo svezzamento dal ventilatore disfunzionale |  |
| 00092                     | Intolleranza all'attività                               |  |
| 00094                     | Rischio di intolleranza all'attività                    |  |
| 00193                     | Autonegligenza                                          |  |
| 00183                     | Disponibilità a migliorare la cura di sé                |  |
| 00102                     | Deficit nella cura di se: Alimentazione                 |  |
| 00108                     | Deficit nella cura di se: Bagno                         |  |
| 00110                     | Deficit nella cura di se: Uso del gabinetto             |  |
| 00109                     | Deficit nella cura di se: Vestirsi                      |  |
| 00098                     | Gestione della casa compromessa                         |  |

| Dominio 5 Percezione/cognizione |                                             |  |
| 00123                           | Eminegligenza                               |  |
| 00128                           | Confusione mentale acuta                    |  |
| 00173                           | Rischio di confusione mentale acuta         |  |
| 00129                           | Confusione mentale cronica                  |  |
| 00126                           | Conoscenza insufficiente                    |  |
| 00161                           | Disponibilità a migliorare la conoscenza    |  |
| 00222                           | Controllo degli impulsi inefficace          |  |
| 00251                           | Controllo emozionale labile                 |  |
| 00131                           | Memoria compromessa                         |  |
| 00157                           | Disponibilità a migliorare la comunicazione |  |
| 00051                           | Comunicazione verbale compromessa           |  |

| Dominio 6 Autopercezione |                                              |  |
| 00167                    | Disponibilità a migliorare il concetto di sé |  |
| 00174                    | Rischio di degrado della dignità umana       |  |
| 00121                    | Disturbo dell'identità personale             |  |
| 00225                    | Rischio di disturbo dell'identità personale  |  |
| 00185                    | Disponibilità ad aumentare la speranza       |  |
| 00124                    | Mancanza di speranza                         |  |
| 00119                    | Autostima cronicamente scarsa                |  |
| 00224                    | Rischio di autostima cronicamente scarsa     |  |
| 00120                    | Autostima situazionale scarsa                |  |
| 00153                    | Rischio di autostima situazionale scarsa     |  |
| 00118                    | Disturbo dell'immagine corporea              |  |

| Dominio 7 Ruoli e relazioni |                                                 |  |
| 00164                       | Disponibilità a migliorare il ruolo genitoriale |  |
| 00056                       | Ruolo genitoriale compromesso                   |  |
| 00057                       | Rischio di ruolo genitoriale compromesso        |  |
| 00061                       | Tensione nel ruolo di caregiver                 |  |
| 00062                       | Rischio di tensione nel ruolo di caregiver      |  |
| 00058                       | Rischio di attaccamento compromesso             |  |
| 00159                       | Disponibilità a migliorare i processi familiari |  |
| 00063                       | Processi familiari disfunzionali                |  |
| 00060                       | Processi familiari interrotti                   |  |
| 00064                       | Conflitto in rapporto al ruolo genitoriale      |  |
| 00052                       | Interazioni sociali compromesse                 |  |
| 00055                       | Prestazioni di ruolo inefficaci                 |  |
| 00207                       | Disponibilità a migliorare le relazioni         |  |
| 00223                       | Relazione inefficace                            |  |
| 00229                       | Rischio di relazione inefficace                 |  |

| Dominio 8 Sessualità |                                                                           |  |
| 00059                | Disfunzione sessuale                                                      |  |
| 00065                | Modello di sessualità inefficace                                          |  |
| 00209                | Rischio di disturbo diade madre-feto                                      |  |
| 00208                | Disponibilità a migliorare il processo della gravidanza e della maternità |  |
| 00221                | Processo della gravidanza e della maternità inefficace                    |  |
| 00227                | Rischio di processo della gravidanza e della maternità inefficace         |  |

| Dominio 9 Coping\Tolleranza allo stress |                                                                      |  |
| 00260                                   | Rischio di processo migratorio complicato                            |  |
| 00114                                   | Sindrome da stress da trasferimento                                  |  |
| 00149                                   | Rischio di sindrome da stress da trasferimento                       |  |
| 00142                                   | Sindrome da trauma da stupro                                         |  |
| 00141                                   | Sindrome post-traumatica                                             |  |
| 00145                                   | Rischio di sindrome post-traumatica                                  |  |
| 00137                                   | Aflizione cronica                                                    |  |
| 00146                                   | Ansia                                                                |  |
| 00147                                   | Ansia di morte                                                       |  |
| 00158                                   | Disponibilità a migliorare il coping                                 |  |
| 00071                                   | Coping Difensivo                                                     |  |
| 00069                                   | Coping inefficace                                                    |  |
| 00076                                   | Disponibilità a migliorare il coping della comunità                  |  |
| 00077                                   | Coping inefficace della comunità                                     |  |
| 00073                                   | Coping inadeguato della famiglia                                     |  |
| 00074                                   | Coping indebolito della famiglia                                     |  |
| 00075                                   | Disponibilità a migliorare il coping della famiglia                  |  |
| 00136                                   | Lutto                                                                |  |
| 00135                                   | Lutto complicato                                                     |  |
| 00172                                   | Rischio di lutto complicato                                          |  |
| 00072                                   | Negazione inefficace                                                 |  |
| 00148                                   | Paura                                                                |  |
| 00199                                   | Pianificazione delle attività inefficace                             |  |
| 00226                                   | Rischio di pianificazione delle attività inefficace                  |  |
| 00187                                   | Disponibilità a sviluppare il proprio potenziale                     |  |
| 00125                                   | Senso di impotenza                                                   |  |
| 00152                                   | Rischio di senso di impotenza                                        |  |
| 00241                                   | Regolazione dell'umore compromessa                                   |  |
| 00212                                   | Disponibilità a migliorare la resilienza                             |  |
| 00210                                   | Resilienza compromessa                                               |  |
| 00211                                   | Rischio di resilienza compromessa                                    |  |
| 00177                                   | Sovraccarico psicofisico da stress                                   |  |
| 00049                                   | Capacità adattativa intracranica ridotta                             |  |
| 00117                                   | Disponibilità a migliorare il comportamento organizzato dell'infante |  |
| 00116                                   | Comportamento disorganizzato dell'infante                            |  |
| 00115                                   | Rischio di comportamento disorganizzato dell'infante                 |  |
| 00009                                   | Disriflessia                                                         |  |
| 00010                                   | Rischio di disriflessia                                              |  |
| 00258                                   | Sindrome da astinenza acuta da sostanze                              |  |
| 00259                                   | Rischio di sindrome da astinenza acuta da sostanze                   |  |
| 0264                                    | Sindrome da astinenza neonatale                                      |  |

| Dominio 10 Principi di vita |                                                                                           |  |
| 00068                       | Disponibilità a migliorare il benessere spirituale                                        |  |
| 00083                       | Conflitto decisionale                                                                     |  |
| 00184                       | Disponibilità a migliorare il processo decisionale (decision making)                      |  |
| 00243                       | Disponibilità a migliorare il processo decisionale autonomo (emancipated decision making) |  |
| 00242                       | Processo decisionale autonomo compromesso                                                 |  |
| 00244                       | Rischio di processo decisionale autonomo compromesso                                      |  |
| 00171                       | Disponibilità a migliorare la religiosità                                                 |  |
| 00169                       | Religiosità compromessa                                                                   |  |
| 00170                       | Rischio di religiosità compromessa                                                        |  |
| 00175                       | Sofferenza morale                                                                         |  |
| 00066                       | Sofferenza spirituale                                                                     |  |
| 00067                       | Rischio di sofferenza spirituale                                                          |  |

| Dominio 11 Sicurezza/Protezione |                                                         |  |
| 00004                           | Rischio di infezione                                    |  |
| 00266                           | Rischio di infezione del sito chirurgico                |  |
| 000039                          | Rischio di aspirazione                                  |  |
| 00155                           | Rischio cadute                                          |  |
| 00048                           | Dentizione compromessa                                  |  |
| 00086                           | Rischio di disfunzione neurovascolare periferica        |  |
| 00100                           | Guarigione chirurgica ritardata                         |  |
| 00246                           | Rischio di guarigione chirurgica ritardata              |  |
| 00046                           | Integrità cutanea compromessa                           |  |
| 00047                           | Rischio di integrità cutanea compromessa                |  |
| 00045                           | Integrità della mucosa orale compromessa                |  |
| 00247                           | Rischio di integrità della mucosa orale compromessa     |  |
| 00044                           | Integrità tissutale compromessa                         |  |
| 00248                           | Rischio di integrità tissutale compromessa              |  |
| 00035                           | Rischio di lesione                                      |  |
| 00245                           | Rischio di lesione corneale                             |  |
| 00250                           | Rischio di lesione del tratto urinario                  |  |
| 00087                           | Rischio di lesione da posizionamento perioperatorio     |  |
| 00220                           | Rischio di lesione termica                              |  |
| 00031                           | Liberazione delle viee aeree inefficace                 |  |
| 00156                           | Rischio di morte improvvisa infantile                   |  |
| 00206                           | Rischio di sanguinamento                                |  |
| 00261                           | Rischio di secchezza delle fauci                        |  |
| 00219                           | Rischio di secchezza oculare                            |  |
| 00205                           | Rischio di shock                                        |  |
| 00036                           | Rischio di soffocamento                                 |  |
| 00213                           | Rischio di trauma vascolare                             |  |
| 00038                           | Rischio di trauma fisico                                |  |
| 00268                           | Rischio di tromboembolismo venoso                       |  |
| 00249                           | Rischio di ulcera da pressione                          |  |
| 00151                           | Automutilazione                                         |  |
| 00139                           | Rischio di automutilazione                              |  |
| 00272                           | Rischio di mutilazione genitale femminile               |  |
| 00150                           | Rischio di suicidio                                     |  |
| 00140                           | Rischio di violenza rivolta a se stessi                 |  |
| 00138                           | Rischio di violenza rivolta ad altri                    |  |
| 00037                           | Rischio di avvelenamento                                |  |
| 00181                           | Contaminazione                                          |  |
| 00180                           | Rischio di contaminazione                               |  |
| 00265                           | Rischio di infortunio sul lavoro                        |  |
| 00217                           | Rischio di reazione allergica                           |  |
| 00041                           | Reazione allergica al lattice                           |  |
| 00042                           | Rischio di reazione allergica al lattice                |  |
| 00218                           | Rischio di reazione avversa al mezzo dicontrasto iodato |  |
| 00007                           | Ipertermia                                              |  |
| 00006                           | Ipotermia                                               |  |
| 00253                           | Rischio di ipotermia                                    |  |
| 00254                           | Rischio di ipotermia perioperatoria                     |  |
| 00008                           | Termoregolazione inefficace                             |  |
| 00274                           | Rischio di termoregolazione inefficace                  |  |

| Dominio 12 Benessere |                                         |  |
| 00214                | Benessere compromesso                   |  |
| 00183                | Disponibilità a migliorare il benessere |  |
| 00132                | Dolore acuto                            |  |
| 00133                | Dolore cronico                          |  |
| 00256                | Dolore da parto                         |  |
| 00255                | Sindrome da dolore cronico              |  |
| 00134                | Nausea                                  |  |
| 00214                | Benessere compromesso                   |  |
| 00183                | Disponibilità a migliorare il benessere |  |
| 00053                | Isolamento sociale                      |  |
| 00054                | Rischio di solitudine                   |  |

| Dominio 13 Crescita/Sviluppo |                               |  |
| 00112                        | Rischio di sviluppo ritardato |  |

| Dominio  | Dominio  | Dominio  | Promozione della salute     | Nutrizione   | Eliminazione/ Scambi       | Attività/ Riposo                    | Percezione/ Cognizione | Auto- percezione  | Ruoli e relazioni    | Sessualità            | Coping/Tolleranza allo stress | Principi di vita                            | Sicurezza/ Protezione | Benessere          | Crescita/ Sviluppo |
| Classe 1 | Classe 1 | Classe 1 | Consapevolezza della salute | Ingestione   | Funzione urinaria          | Sonno/Riposo                        | Attenzione             | Concetto di se    | Ruoli del caregiver  | Identità sessuale     | Risposte post-traumatiche     | Valori                                      | Infezioni             | Benessere fisico   | Crescita           |
| Classe 2 | Classe 2 | Classe 2 | Gestione della salute       | Digestione   | Funzione gastrointestinale | Attività/ esercizio fisico          | Orientamento           | Autostima         | Relazioni familiari  | Funzionalità sessuale | Risposte di coping            | Convinzioni                                 | Lesioni fisiche       | Comfort ambientale | Sviluppo           |
| Classe 3 | Classe 3 | Classe 3 |                             | Assorbimento | Funzione tegumentaria      | Bilancio energetico                 | Sensazione/ Percezione | Immagine corporea | Prestazioni di ruolo | Riproduzione          | Stress neurocomportamentale   | Congruenza tra valori, convinzioni e azioni | Violenza              | Benessere sociale  |                    |
| Classe 4 | Classe 4 | Classe 4 |                             | Metabolismo  | Funzione respiratoria      | Risposte cardiovascolari/ polmonari | Funzione cognitiva     |                   |                      |                       |                               |                                             | Rischi ambientali     |                    |                    |
| Classe 5 | Classe 5 | Classe 5 |                             | Idratazione  |                            | Cura di sé                          | Comunicazione          |                   |                      |                       |                               |                                             | Processi di difesa    |                    |                    |
| Classe 6 | Classe 6 | Classe 6 |                             |              |                            |                                     |                        |                   |                      |                       |                               |                                             | Termoregolazione      |                    |                    |